# 軍務院
軍務院（ぐんむいん）とは、1916年に中華民国大総統袁世凱の皇帝即位に反対して護国戦争を起こした革命派や南方軍閥が結成した臨時の軍事・行政組織。

## 概要

### 袁世凱の皇帝即位と護国戦争の勃発
辛亥革命後、孫文から臨時大総統の地位を譲られた北洋軍閥の袁世凱は、その強権姿勢に反対して第二革命を起こした孫文ら中華革命党を排除して正式な中華民国大総統に就任、更に1914年には孫文が定めた中華民国臨時約法を廃して、自己に都合が良い中華民国約法（通称:「袁記約法」）を制定、更に自らの皇帝就任を目指すようになると、革命派は勿論のこと、北洋軍閥による支配を望まない中国南方の軍閥やこれまで袁世凱を支持してきた人々からも反発が高まり、袁世凱を打倒するための挙兵計画が秘かに進められた。
1915年12月、袁世凱が中華帝国皇帝即位を宣言すると、雲南省で蔡鍔・李烈鈞・唐継堯らが護国軍を結成して反乱を起こして省内を掌握、袁世凱の中華帝国からの独立を宣言した。この動きは、彼らのみの行動ではなく、李根源・李烈鈞・章士釗ら「欧事研究会」を通じて梁啓超・黄興などの革命派要人や岑春煊ら袁世凱に反対する人々を味方に付けており、翌1916年に入り、北洋軍閥による討伐軍が四川省で雲南軍に敗れると、貴州省の劉顕世・広西省の陸栄廷・広東省の竜済光・陳炯明らも独立を宣言した。更に当初は袁世凱の命を受けて護国軍の討伐に当たっていた海軍の李鼎新も袁世凱との確執から護国軍に寝返り、海軍の中からこれに従う者が相次いだ。梁啓超や蔡鍔はこれを国家への反逆でも革命でもなく、袁世凱による国家（中華民国）転覆の企てを阻止し、袁世凱が定めた違法な体制を廃してそれ以前の中華民国臨時約法体制に戻すことを大義名分としていた。しかし、現在は各地に割拠していた軍閥や革命派などが、バラバラに行動しておりこのままでは強力な北洋軍閥を有する袁世凱に対抗するどころか、反袁世凱の軍閥同士の勢力争いの危険性も考えられた。そこで梁啓超は袁世凱を倒して臨時約法に基づいた政府が復活するまで、軍閥間の対立を調整して平和的に新体制へと移行する臨時政府が必要であると考えた。だが、同時に早い段階で臨時政府を組織してしまうと、袁世凱と反対派の間で態度を保留している省や軍閥が既に組織されていた臨時政府の下に付くことを躊躇することも考えられた。そのため、あくまでも当面は袁世凱を打倒するための臨時の軍事連絡機関の体裁を取る必要があると考えていた。

### 軍務院の発足
1916年3月22日、追い込まれた袁世凱は皇帝就任を取り消して大総統に「復職」することを発表した。だが、南方軍閥も革命派も既に袁世凱は中華民国に対する反逆者であることを理由に軍隊を解散せず、更に兵を北上させた。その頃、香港に滞在していた梁啓超は広西の陸栄廷と連絡を取り合い、臨時の軍事連絡機関設置構想を進めた。陸栄廷もこれに賛同し、そのトップとして岑春煊を推挙した。岑春煊はかつての清朝高官で袁世凱に匹敵する政治的・軍事的経歴の持ち主であり、臨時約法体制への復帰にも賛成していること、岑春煊は今回の反乱の中心である4省の地方長官にあたる両広総督・雲貴総督の両方の経験者であり、陸栄廷をはじめとする軍閥指導者には岑春煊の部下であった者も多く、彼の指示であれば各地の軍閥も素直に従うと考えられていた。4月に入り、広東省肇慶に滞在していた岑春煊の元に梁啓超・陸栄廷・章士釗らが集まって会議を開き、5月1日に両広都司令部を結成、都司令に岑春煊、都参謀に梁啓超、副参謀に李根源、秘書長に章士釗が就任した。これは広東・広西両省の軍と民間の革命軍を司令部の下に置いて再編成して一切の軍務を管理するものであった。梁啓超は直ちに広州の竜済光の元に飛び、司令部への参加を要請した。袁世凱からの独立は宣言したものの、依然様子見の姿勢を見せていた竜済光もかつての上官である岑春煊の指示を奉じた梁啓超の要請を拒むことは出来なかった。更に梁啓超は両広都司令部を足がかりとして全国組織である軍務院の結成を進めた。蔡鍔・唐継堯ら雲南側もこの構想に賛同し、5月6日に軍務院の発足が宣言された。
軍務院の設置理由として、大総統である袁世凱が「国憲を紊乱して公然と乱を唱え、（皇帝就任という）謀反の大罪を犯した」ことから、大総統としての資格を喪失したこと、本来であれば副総統の黎元洪が直ちに大総統に就任すべきであるが、袁世凱の皇帝就任を巡る騒動で北京の自邸に閉居している状態で大総統としての就任手続を済ませていないこと、本来大総統が職務出来ない状況にある場合には副総統、その次には国務院（内閣に相当する）が職務を代行すべきであるが、黎元洪大総統が副総統及び国務院の閣僚を任じていないために不在であることを挙げ、国務院成立までの臨時機関として軍務院が当面の職務を代行するとした。幹部として定員不定の撫軍を設置（定員不定なのは、後に他省の軍閥が参加した場合を考慮したものである）し、各省の都督（唐継堯・劉顕世・陸栄廷・竜済光・呂公望（浙江））・両広都司令部参謀（岑春煊・梁啓超）、2師以上を率いる将軍7名（蔡鍔・李烈鈞・李鼎新・陳炳焜・戴戡・羅佩金・劉存厚）が任命された。彼らの長である撫軍長には唐継堯、撫軍副長には岑春煊が互選によって選ばれたが、雲南・四川で転戦中の唐継堯が軍務院の設置が予定されていた肇慶での職務が不可能であったため、当面の間岑春煊が職務を代行することとなった。また、両広都司令部秘書長の章士釗が軍務院の秘書長を兼ね、外交代表にあたる外交専使には袁世凱の元側近でありながら一貫して皇帝即位に反対をしていた唐紹儀が迎え入れられた。
なお、中国革命派にとってシンボル的な存在であり、当時日本に亡命していた孫文は軍務院に役職が与えられるどころか、護国戦争において、全くの蚊帳の外に置かれていた。これは護国戦争の下準備を進めた中心組織であった「欧事研究会」が孫文の方針に反発して、孫文の中華革命党（後の中国国民党）から離脱した人々の団体であったこと、第二革命の時に今回の挙兵の指導者として擁された岑春煊を孫文が侮辱したとされる問題が浮上したことによるもので、最終的に中華革命党も護国戦争への参加を認められ、孫文も5月に上海に戻って、上海や山東省での革命党員の挙兵には成功したものの、軍務府のある広東省に入る事は出来なかった。

### 軍務院の廃止と臨時約法復活問題
だが、6月6日に北京で袁世凱が急死したことから、事態が複雑化する。袁世凱によって政事堂国務卿（後、国務総理と改称）に任命されていた袁世凱側近の段祺瑞は、この日袁世凱の死によって黎元洪は大総統代理に任じられたことを発表し、翌7日に中華民国約法に基づいて大総統に就任したことが発表された。これに対して、孫文は6月9日にそれ以前の中華民国臨時約法の復活を宣言、軍務府もこの主張には同調して黎元洪の大総統就任はあくまでも臨時約法に基づくものであると主張した。この問題は段祺瑞ら袁世凱派と梁啓超ら軍務府の間で中華民国の正統な約法（憲法）をどちらとするかという論争に発展した。梁啓超は国務府は臨時約法に規定があっても、袁世凱が中華民国約法を制定した際にその規定を削ってしまったために、現在北京にある国務府（一時、政事堂と改名され、袁世凱の皇帝即位取消後に国務府に戻していた）は、袁世凱自身が作った約法に違反する機関であると指摘して段祺瑞の国務総理としての地位を否認した。内戦の当事者双方から大総統に擁立される形となった黎元洪は困惑した。だが、李鼎新らの説得を受けた黎元洪は6月29日になって、中華民国臨時約法の復活と国会の開催を宣言、段祺瑞を改めて国務総理に任じて臨時約法に基づく国務院を再建することを発表した。
ここに至って「国務院の成立」までの組織と位置付けていた軍務院の解散論が持ち上がった。解散論を唱えたのは、梁啓超・蔡鍔・陸栄廷らであり、これに反対して暫時存続させるべきだとしたのは、唐継堯・岑春煊・黄興らであった。前者は黎元洪が臨時約法と国会の復活を宣言して、同法に基づいて国務総理を任命した以上は設置目的は達成されたとした。一方後者は、段祺瑞が引き続き国務総理を務めており、彼や馮国璋・徐世昌ら北洋軍閥の有力者が政権中枢にいる限り、新しい大総統の地位は不安定であり彼らの排除無くして真の共和制再建が無いとした。また、国務院は国会が承認して正式に発足するのであり、国会が召集されていない現時点では段祺瑞の地位も仮のもので臨時約法が規定した国務院は未だ存在しないとしていた。だが、梁啓超は軍務院が第二の軍閥政権の温床になることを危惧したこと、あくまでも護国戦争と軍務院の目的は袁世凱によって歪められた中華民国を臨時約法体制に戻すことであったから、中華民国にとっては同様の歪みであった南北分断状態を一刻も早く解消すべきであると考えていた。そして、一番重要な事は元はジャーナリスト・歴史学者に過ぎない梁啓超が各軍閥の暴走を抑えるだけの軍事力を持っていない事であり、護国軍に参加している各地の軍閥が政治的野心から共和制の利益に反する行動を起こす前に再統一を行う必要があったのである。
梁啓超は解散を渋る撫軍長の唐継堯を説得した。最終的に唐継堯もこれを受け入れて7月14日に撫軍全員の意思として各省の独立宣言を取り消して軍務院を廃止すること、今後の国家の政務は黎元洪大総統と国務院・国会の管理に従うことを宣言して軍務院は解散を宣言した。7月21日には秘書長であった章士釗は北京に入り、護国戦争と軍務院に関する最終処理を行った。「軍閥を統率するだけの軍事力を持たなかった」梁啓超と「自己の政治的地位の保持を優先したい」段祺瑞の両者の思惑がともに一刻も早い再統一を望むことで一致していた。そのために梁啓超は段祺瑞の国務総理就任を認め、段祺瑞は自らが拠って立っていた「袁世凱体制の否認」を行ったのである。
8月1日、北京において1914年1月10日に袁世凱によって実力で解散させられていた国会が2年半ぶりに再開され、黎元洪大総統の就任宣誓が行われた。続いて、9月には段祺瑞国務総理とその閣僚の承認が行われて国務院が名実ともに成立し、10月30日には馮国璋の副総統就任も認められた。だが、旧護国軍勢力の支援をも受けて北洋軍閥の意向に忠実とは言えなかった黎元洪に段祺瑞は不満を募らせ、両者の確執を深めた（府院の争い）。馮国璋の副総統就任も段祺瑞を牽制して北洋軍閥に楔を打ち込むための黎元洪の苦肉の策であった。また、革命派の人々も北洋軍閥の軍事力に対抗するためには、北洋軍閥と対抗意識の強い南方軍閥との関係を必要とすることになる。このため、中華民国の議会政治は対立する両派の軍事的圧力に揺り動かされることになる。そして、翌1917年7月の張勲復辟事件をきっかけに黎元洪大総統は失脚、段祺瑞は国会の解散を宣言する。
軍務府解散からわずか1年余り、後任の大総統となった馮国璋と国務総理として国政の実権を握った段祺瑞の対立を抱えたままの北京政府と復権して広州で護法運動を起こした孫文の広東軍政府との間で中国は再度の分裂状態に陥ることとなる。